# فيليبير شابيرت

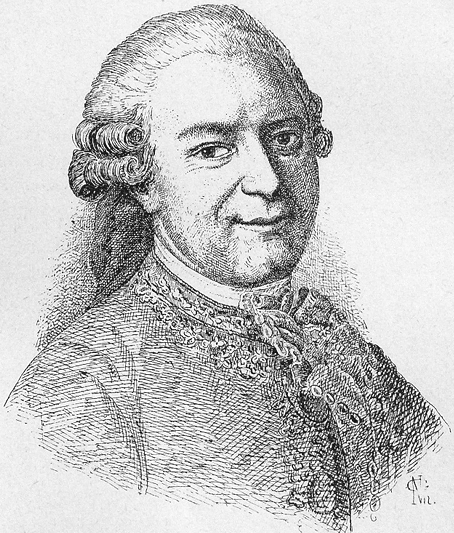
فيليبير شابيرت

فيليبير شابيرت (بالفرنسية: Philibert Chabert)‏ (مواليد 6 جانفي 1737 - وفاة 8 سبتمبر 1814) عالم زراعة وطبيب بيطري فرنسي كان أستاذاً ومديرا بالمدرسة الوطنية للبيطرة بألفور حيث طور بشكل كبير قسمي التشريح والتاريخ الطبيعي في المدرسة. في عام 1774 ، كتب أطروحة حول طرق السيطرة على وباء الجمرة الخبيثة بسان دومينجو.